# Заводзе (Сілезьке воєводство)
Заводзе (пол. Zawodzie) — село в Польщі, у гміні Почесна Ченстоховського повіту Сілезького воєводства.
Населення — 1088 осіб (2011).
У 1975-1998 роках село належало до Ченстоховського воєводства.

## Демографія
Демографічна структура станом на 31 березня 2011 року:
|          | Загалом | Допрацездатний вік | Працездатний вік | Постпрацездатний вік |
| -------- | ------- | ------------------ | ---------------- | -------------------- |
| Чоловіки | 529     | 97                 | 381              | 51                   |
| Жінки    | 559     | 97                 | 341              | 121                  |
| Разом    | 1088    | 194                | 722              | 172                  |